# Kustaa Tiitu
Kustaa Emil Tiitu (* 6. Oktober 1896 in Lapua; † 7. Juli 1990 ebenda) war ein finnischer Politiker der Finnischen Zentrumspartei (Suomen Keskusta), der mit Unterbrechungen 18 Jahre lang Abgeordneter des Parlaments (Eduskunta) sowie zeitweilig Minister war.

## Leben
Tiitu, Sohn eines Landwirts, war nach dem Besuch des Gymnasiums ebenfalls als Landwirt in Lapua tätig und engagierte sich politisch zunächst im 1906 gegründeten Landbund (Maalaisliitto), der Vorgängerorganisation der Zentrumspartei. Als deren Vertreter gehörte er dem Wahlmännerkollegium bei den Präsidentschaftswahlen 1931, 1937, 1940 sowie 1943 an.
Bei den Parlamentswahlen am 17. und 18. März 1945 wurde Tiitu erstmals zum Abgeordneten in das Parlament gewählt und vertrat zwischen dem 4. Juni 1945 und dem 21. Juli 1958 den Wahlkreis Vaasa-Nord. Während dieser Zeit wurde er am 17. März 1950 von Ministerpräsident Urho Kekkonen als Verteidigungsminister in dessen erstes Kabinett berufen und bekleidete diese Funktion bis zum 16. Juni 1951. Zugleich war er bei den Präsidentschaftswahlen 1950 und 1956 abermals Mitglied des Wahlmännerkollegiums.
Am 2. Juli 1957 berief ihn Ministerpräsident Vieno Sukselainen zum Minister im Ministerium für Verkehr und öffentliche Arbeiten in dessen erste Regierung berufen und gehörte dieser bis zum 1. September 1957 an.
Als Kandidat der Zentrumspartei wurde Tiitu am 19. März 1965 erneut Abgeordneter und vertrat nunmehr bis zum 22. März 1970 die Interessen des Wahlkreises Vaasa in der Eduskunta.